# Viságmező
Viságmező románul: Lunca Vișagului, falu Romániában, Erdélyben, Kolozs megyében.

## Fekvése
Viságtól nyugatra fekvő település.

## Története
Viságmező nevét 1909-ben említette először oklevél Lunka, majd 1913-ban Viságmező néven. Korábban Viság (Vişagu, com. Săcuieu) része volt, 1926-ban alakult önálló községgé. 
1910-ben 449 lakosából 444 román, 5 magyar volt. 1930-ban 623 lakosából 614 román, 1 magyar volt. 1941-ben a második bécsi döntés által megosztott település volt. Ekkor a Romániában maradt részének megoszlása szerint 462 lakosából 457 román, 1 magyar volt. 1956-ban 732 lakosa volt. 1966-ban 683 lakosából 671 román, 11 magyar, 1977-ben 1184 lakosából 1132 román, 47 magyarvolt. 1992-ben 363, a 2002-es népszámláláskor pedig 226 román lakosa volt.
A trianoni békeszerződésig, majd ismét magyar fennhatóság alatt 1940 és 1944 között Kolozs vármegye Bánffyhunyadi járásához tartozott.